# Juan Luis Ramos Martín
Juan Luis Ramos Martín (Sevilla, 10 de agosto de 1956) es un biólogo y bioquímico español, profesor investigador del Consejo Superior de Investigaciones Científicas (CSIC), destacado internacionalmente por sus trabajos en el metabolismo de las Pseudomonas, así como las interacciones entre las plantas y los microorganismos.

## Biografía
Licenciado en Biología por la Universidad de Sevilla (1978) con Premio Extraordinario, obtuvo el doctorado en la especialidad de Bioquímica en la misma universidad (1981). Realizó cursos postdoctorales en la Universidad de Sussex (Reino Unido), Universidad de Ginebra (Suiza) y Alemania. En 1986 se incorporó al CSIC, en sus instalaciones de la Estación Experimental del Zaidín (Granada) donde ha desarrollado su trabajo, primero como colaborador, después como investigador y desde 1998 a 2007 como director. En la actualidad (2015) coordina el área de Ciencias Agrarias del CSIC.
Su actividad investigadora se centra en el grupo de microorganismos conocidos como Pseudomonas, en concreto, desde el grupo de Degradación de Tóxicos Orgánicos, donde estudia las aplicaciones de estos microorganismos, entre ellos la especie P. putida, en los procesos de eliminación de contaminantes. También trabaja en las interacciones entre plantas y microorganismos con el objetivo de diseñar sistemas de biocontrol y biodegradación. Ha realizado más de 300 publicaciones en revistas científicas de todo el mundo, un centenar de comunicaciones en congresos y seminarios internacionales y más de medio centenar de colaboraciones en obras colectivas.
Es miembro de importantes sociedades científicas nacionales e internacionales, entre las que se encuentran la Academia Europea de Microbiología, la Americana, miembro del equipo de investigación formado por la Comisión Europea (CE) y Estados Unidos de Biotecnología Medioambiental, así como delegado de la CE sobre la misma materia ante la OCDE. Tiene en su haber el Premio Rey Jaime I de Medio Ambiente que otorga la Generalidad Valenciana (2012) y el Premio André Lwoff de la Federación Europea de Sociedades de Microbiología (2013), entre otras distinciones.